# Hubble (Kletterroute)

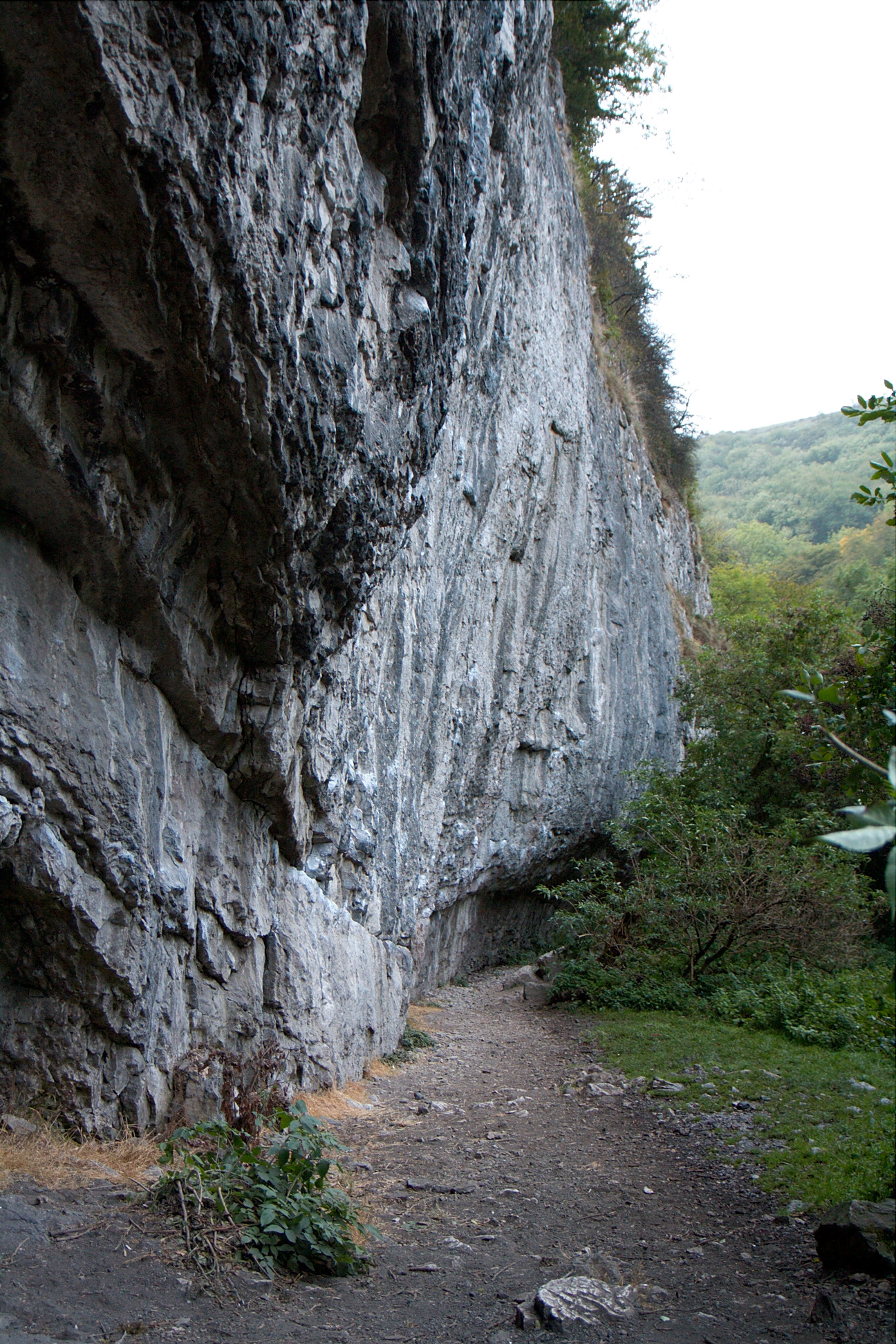
Raven Tor, Dovedale, Peak District, England

Hubble ist der Name einer Kletterroute in Großbritannien im Peak District. Es ist die weltweit erste mit dem Schwierigkeitsgrad 8c+ (5.14c) bewertete Route. Die jüngsten Wiederholer bewerteten die Route 9a (5.14d), weshalb der Schwierigkeitsgrad heute meist mit 8c+/9a angegeben wird. Die Route befindet sich im Klettergebiet Raven Tor (Rabenfels) direkt an der Straße zwischen Buxton und Tideswell in der Grafschaft Derbyshire.
Die kurze boulderartige Route besteht aus neun schweren Zügen und wurde bereits früher in Technischer Kletterei geklettert, bevor Ben Moon am 13. Juni 1990 die freie Durchsteigung der Route gelang.
Alexander Megos wiederholte die Route 2016, womit er sowohl Hubble als auch als die 9a-Route Action Directe (XI auf der UIAA-Skala) kennt. Er stufte Hubble im Vergleich als leichter ein und ließ so eine im Gespräch befindliche Aufwertung auf 9a von Hubble offen.

## Begehungen
Die Route ist seit ihrer Erstbegehung durch Ben Moon am 4. Juni 1990 zehn Mal (Stand: 2021) wiederholt worden, davon nur zwei Wiederholungen in den ersten zehn Jahren:
- Malcolm Smith (1992)
- John Gaskins (1994)
- Richard Simpson (2005)
- Steve Dunning (2009)
- Steve McClure (2009)
- Alexander Megos (2016)
- William Bosi (2016)
- Pete Dawson (2019)
- Mathew Wright (2020)
- Buster Martin (2020)
- Toby Roberts (2021)[4]